# Glypta vernalis
Glypta vernalis là một loài tò vò trong họ Ichneumonidae.